# The Best of Status Quo
The Best of Status Quo è un album rarità del gruppo inglese Status Quo, uscito nel 1973.

## Il disco
È un album raccolta pubblicato nel giugno del 1973 e compendia brani incisi dagli Status Quo nel biennio 1970-1971 quando ancora si trovavano sotto contratto con la Pye Records, mantenendo un basso profilo commerciale.
Pochi mesi dopo l'exploit di consensi avuto dalla giovane band con il passaggio all'etichetta concorrente Vertigo Records, la Pye decide di rivalutare quelle incisioni, pubblicando questa antologia che costituisce, in realtà, solo la prima di una lunga serie di riedizioni.
Il prodotto sale alla posizione n. 32 e rimane sette settimane nelle classifiche inglesi.

## Tracce
1. Down the Dustpipe - 2:03 -  (Carl Groszman)
2. Gerdundula - 3:50 -  (Manston/James)
3. In My Chair - 3:17 -  (Rossi/Young)
4. Umleitlung - 7:07 -  (Lancaster/Lynes)
5. Lakky Lady - 3:13 -  (Rossi/Parfitt)
6. Daughter - 3:02 -  (Lancaster/Rossi/Young)
7. Railroad - 5:39 -  (Rossi/Young)
8. Tune to the Music - 3:09 -  (Rossi/Young)
9. April Spring Summer & Wednesdays - 4:15 -  (Rossi/Young)
10. Mean Girl - 3:54 -  (Rossi/Young)
11. Spinning Wheel Blues - 3:18 -  (Rossi/Young)

## Formazione
- Francis Rossi (chitarra solista, voce)
- Rick Parfitt (chitarra ritmica, voce)
- Alan Lancaster (basso, voce)
- John Coghlan (percussioni)
- Roy Lynes (tastiere)

## Altri musicisti
- Bob Young (armonica a bocca)